# 2808 Belgrano
2808 Belgrano este un asteroid din centura principală, descoperit pe 23 aprilie 1976 de Felix Aguilar Obs..